# نظرية طبقة الملعقة
نظرية طبقة الملعقة (بالكورية: 수저 계급론) تشير إلى فكرة أن الأفراد في بلد ما يمكن تصنيفهم إلى طبقات اجتماعية واقتصادية مختلفة يتم تمثيلها بأنواع المواد المستخدمة في صنع الملاعق، على أساس الأصول ومستوى الدخل لوالديهم، وتفترض النظرية أن نجاح الشخص في الحياة يعتمد كليًا على ولادته في عائلة ثرية. وقد ظهر المصطلح في عام 2015 وتم استخدامه على نطاق واسع لأول مرة بين المجتمعات عبر الإنترنت في كوريا الجنوبية.

## النظرية
تستند التسمية على المثل الإنجليزي "المولود وفي فمه ملعقة فضية". بحيث كان النبلاء الأوروبيون في الماضي يستخدمون الأطباق الفضية في كثير من الأحيان، وكان يتم إطعام الأطفال من قبل المربيات باستخدام ملاعق فضية، كدليل على ثراء العائلة. أما في كوريا الجنوبية، فقد طوّر هذا المفهوم ليشمل عدة فئات لتصنيف الأفراد على أساس ثروة عائلاتهم. على عكس المصطلح الغربي الذي يشير ببساطة إلى أولئك الذين "ولدوا بملعقة فضية [الإنجليزية]"، حيث تقسم هذه النظرية المجتمع إلى فئات وفقًا لأنواع متعددة من الملاعق تتراوح من ملاعق الطين والبرونز والفضة والذهب وحتى البلاتين بناءً على الوضع الاقتصادي لوالديهم. كما يُوصف الأشخاص من ذوي الدخل المنخفض بأنهم "ملاعق ترابية".

## الاستخدام
بدأت نظرية طبقة الملعقة في الظهور على نطاق واسع بين المجتمعات عبر الإنترنت في كوريا الجنوبية في عام 2015.

في عام 2019، تورط وزير العدل تشو كوك [الإنجليزية] في قضية فساد بعد الكشف عن قيامه هو وزوجته بتزوير وثائق تتعلق بطلبات الالتحاق بالجامعة لأبنائه. مما أدت الفضيحة إلى استقالته بعد اعترافه بأنه من طبقة "الملعقة الذهبية" ودفعت الرئيس آنذاك مون جاي إن إلى الاعتذار. وقد ذكرت صحيفة نيويورك تايمز في ذلك الوقت ما يلي:
لقد تفاقمت الفضيحة لتصبح أكبر مصدر إحراج في رئاسة السيد مون في ظل معاناته من اقتصاد متعثر وانعدام الفرص للعديد من الشباب. كما أثارت هذه القضية على وجه الخصوص غضباً شديداً تجاه أبناء النخبة "الملاعق الذهبية" الذين يندمجون بسهولة في الجامعات المرموقة ويحصلون على وظائف مريحة مضمونة، تاركين أقرانهم من طبقة "ملاعق التربة" الذين لا يحصلون على الكثير من المال ليكافحوا في ظل اقتصاد كوريا الجنوبية المتعثر.

## التحليل الاجتماعي

### الملعقة الذهبية كمحاكاة
يربط هيو تشان تشو مفهوم "الملعقة الذهبية" بنظرية المحاكاة لجان بودريار. ويزعم أن "الملعقة الذهبية" موجودة ضمن محاكاة، تجسد صورة بلا أصل بحيث أصبحت واقعًا مفرطًا في المجتمع المعاصر. إن صور الملعقة الذهبية، التي تروج لها وسائل الإعلام والإعلانات، تضفي طابعًا مثاليًا لشيء غير موجود باعتباره موجودًا، وتمارس تأثيرًا كبيرًا. ووفقًا لتشو، فإن المجتمع يقبل بشكل متزايد هذه الصور المعاد إنتاجها على أنها أكثر واقعية من الواقع نفسه. وهذا يتماشى مع نظرية بودريار للمحاكاة، حيث تكون المادة ثانوية مقارنة لقوة الصورة.

### الاستقطاب الاقتصادي والحراك الاجتماعي
غالبًا ما يشعر الشباب الذين يستعدون للانتقال إلى مراحل حياتية مثل الكلية أو الزواج أو العمل بالحرمان، وخاصة عند مقارنتهم بأقرانهم الأكثر ثراءً. كما تتطلب العديد من الشركات في كوريا الجنوبية أداءً أكاديميًا استثنائيًا وإتقانًا للغة الإنجليزية، وهي متطلبات أساسية متاحة بشكل أكبر للطبقة العليا نظرًا لمواردها المالية. وعلى النقيض من ذلك، يواجه الأفراد من الطبقة المتوسطة والطبقة الدنيا عبئا مزدوجا يتمثل في العمل أثناء الدراسة إضافة إلى افتقارهم إلى الدعم المالي المماثل.
إن التفاوت الاقتصادي لا يؤثر على فرص العمل فحسب، بل يؤثر أيضا على جوانب أوسع من الحياة، مثل الزواج. لقد أدى استمرار الفقر عبر الأجيال إلى نشوء طبقات اجتماعية متميزة. في حين ينجح بعض الأفراد في تجاوز أصولهم الاجتماعية والاقتصادية، ينتقد آخرون الظلم المنهجي الذي تكرسه نظرية "طبقة الملعقة". ويشكل هذا التفاوت عبئًا متزايدًا على الشباب ويعكس الهياكل المجتمعية الموصوفة في نظرية طبقة الملعقة.

### أبحاث بارك جاي وان حول الحراك الاجتماعي
قام بارك جاي وان، أستاذ في جامعة سونغ كيون كوان، بتحليل نظرية طبقة الملعقة من منظور الحراك الاجتماعي. وأشار إلى أن توزيع الدخل في كوريا الجنوبية يتماشى بشكل كبير مع الدول المتقدمة، مستشهداً بمؤشرات مثل معامل جيني ومعدلات الفقر النسبي. ومع ذلك، فقد زعم أن الأدلة التي تدعم ادعاءات "الملعقة الذهبية" أو "هيلوس" ضعيفة.
وقد قدرت دراسة بارك احتمالية احتفاظ فئات الدخل بوضعها الاجتماعي والاقتصادي بنسبة 29.8% للطبقة ذات الدخل المنخفض، و38.2% للطبقة المتوسطة، و32.0% للطبقة ذات الدخل المرتفع. وعلى الرغم من أن الحراك لا يزال ممكناً، فقد تباطأت عملية التقسيم الطبقي منذ الأزمة المالية بسبب الفقر المتجذّر، وخاصة بين كبار السن.
حدد بارك خمسة أسباب وراء نظرية طبقة الملعقة:
1. البطالة بين الشباب
2. نقل الثروة بين الأجيال
3. التنظيم الحكومي والمصالح الخاصة
4. الحرمان النسبي بين الكوريين
5. ضعف رأس المال الاجتماعي[7]

### توصيات هان جون
أكد هان جون، أستاذ علم الاجتماع في جامعة يونسي، على أهمية تعزيز الحراك الاجتماعي لتحسين حيوية المجتمع وتكامله. ودعا إلى تدخلات سياسية مستهدفة، مثل تحسين الصحة البدنية والعقلية للأطفال من الأسر ذات الدخل المنخفض ودعم نموهم الأكاديمي والمعرفي. كما شدد هان على الحاجة إلى الاستثمار التعليمي المركّز في المناطق الريفية والمناطق ذات الدخل المنخفض.